# Герб Белізу
Герб Белізу був прийнятий після здобуття незалежності, і лише трохи відрізняється від використовуваного герба, коли Беліз був британською колонією. Сучасний варіант герба прийнято 1981 року.
Круглий контур герба сформований двадцятьма п'ятьма листками. У межах цього кола зображене червоне дерево з цінною деревиною, перед ним розташований щит. Першими європейцями на території Белізу стали торговці червоним деревом. На щиті зображено інструменти дроворубів — весло (ліс для експорту сплавлявся по річках, самі ж дроворуби піднімалися вгору по річках в пошуках не вирубаних ще масивів червоного дерева), сокири різної форми і пила.
У нижній частині щита — вітрильне судно (адже більша частина заготовленого в Белізі червоного дерева вивозилася морем до Великої Британії — для виготовлення дорогих меблів, а також барвників для текстильної промисловості).
Щитотримачами виступають два дроворуба. Один з них зі світлою, інший з темною шкірою: індіанська (метиси) і негритянська (мулати) складові населення. Дроворуб зліва тримає сокиру, а справа — тримає весло. В основі герба національний девіз — «Під покровом процвітаємо».
Герб представлений в центрі національного прапора.